# Demegestone
Il demegestone è un composto chimico di formula {\displaystyle {\ce {C21H28O2}}}.

## Storia
Demegestone venne descritto per la prima volta nel 1966 e introdotto per uso clinico in Francia nel 1974, con il nome di Liutonex, per trattare l'insufficienza luteale, ma attualmente non è più in commercio.

## Struttura e caratteristiche fisiche
Il demegestone è uno steroide con 4 anelli che presenta un gruppo funzionale carbonilico in posizione 20. Il composto presenta le seguenti caratteristiche:
- 2 accettori di legami a idrogeno
- un legame ruotabile
- massa monoisotopica = 312,208930132 g/mol
- superficie polare = 34,1 Å²
- 23 atomi pesanti
- 4 elementi stereogenici
- refrattività molare = 90,5 ± 0,4 cm3
- polarizzabilità = 35,9 ± 0,5 10-24 cm3
- tensione superficiale = 42,3 ± 5,0 dyne/cm
- volume molare = 280,8 ± 5,0 cm3
- sezione d'urto = 178,35707 [M-H]-, 180,71507 [M+H]+, 187,6919 [M+Na]+

## Farmacologia e tossicologia

### Farmacocinetica
Ha una buona biodisponibilità e il suo principale metabolita risulta essere un progestogeno moderatamente potente (4 volte la potenza del progesterone) e un debole mineralocorticoide (2% della potenza del deossicorticosterone).
Il volume iniziale di distribuzione è pari a 31 l e subisce l'idrossilazione in posizione C21, C1, C2 e C11 seguita da l'aromatizzazione dell'a-ring dopo deidratazione in posizione 1 e 2.
Il tasso di clearance metabolico è pari a 20 l/ora, mentre l'emivita è pari a 2,39 ore dopo somministrazione intravenosa.
Viene parzialmente eliminato attraverso le urine.

### Farmacodinamica
Il demegestone agisce come antagonista del recettore del progesterone e come substrato per il citocromo P450. È un potente inibitore dell'attività dell'estrone solfatasi e ha una bassa affinità per il recettore dei glucocorticoidi. Non presenta attività androgenica.

### Effetto del composto e usi clinici
Si tratta di un progestinico di sintesi, derivato dal 17-metilprogesterone che agisce in maniera simile al progesterone. È stato utilizzato per il trattamento di stati di insufficienza di progesterone, dismenorrea, irregolarità mestruali, sindrome premestruale, emorragie funzionali, menorragie dei fibromi uterini, endometriosi. Associato ad un estrogeno poteva essere impiegato come anticoncezionale.

### Controindicazioni ed effetti collaterali
Ne era sconsigliato l'uso in caso di insufficienza epatica e durante i primi tre mesi di gravidanza, nonché nei pazienti affetti da tromboflebite o con manifestazioni in atto a carico del circolo venoso, soprattutto degli arti inferiori. Poteva causare alterazioni del ciclo mestruale, amenorrea, perdite ematiche uterine, seborrea, aggravamento dell'insufficienza venosa agli arti inferiori, disturbi gastrointestinali, ittero colestatico e prurito.

### Interazioni
Interagiva con oltre 500 farmaci e composti.